# Robert Skov
Robert Skov (* 20. Mai 1996 in Marbella, Spanien) ist ein dänischer Fußballspieler. Der offensiv wie defensiv variabel einsetzbare Flügelspieler steht derzeit bei der 1. FC Union Berlin unter Vertrag und ist dänischer Nationalspieler.

## Karriere

### Verein

#### Silkeborg IF
Skov, dessen Vater seinerzeit Bankangestellter in Gibraltar war, verbrachte die ersten Monate seines Lebens in Marbella. 1997 kehrte die Familie nach Dänemark zurück. Skov wechselte im Alter von 13 Jahren von Sejs-Svejbæk IF in das „Talententwicklungssystem“ des Partnervereins Silkeborg IF und gab am 16. Mai 2013 beim 1:1 am 32. Spieltag der Superliga-Saison 2012/13 gegen den FC Midtjylland sein Debüt im Herrenbereich. Zum Saisonende stieg er mit Silkeborg IF in die 1. Division (zweithöchste dänische Spielklasse) ab. In der Zweitliga-Spielzeit 2013/14 kam Skov zu lediglich einem Einsatz, zum Saisonende stieg Silkeborg IF wieder in die Superligaen auf. In der Spielzeit 2015/16 war er ab der Rückrunde dann häufiger erste Wahl auf der Position des linken Außenstürmers, als Mittelstürmer, als rechter Außenstürmer oder als linker Mittelfeldspieler. Erneut stieg Silkeborg IF in die 1. Division ab. In der Zweitliga-Saison 2015/16 war Skov dann regelmäßiger zum Einsatz gekommen, allerdings erst ab Ende Oktober 2015 als erste Wahl. Mit sechs Toren trug er zum erneuten Wiederaufstieg in die Superligæn bei. Wieder in der höchsten dänischen Spielklasse angekommen, hatte er sich nun als rechter Außenstürmer endgültig in die Stammelf gespielt. Nun gelang es Silkeborg IF, den Klassenerhalt zu schaffen und in der Folge blieb Skov noch ein halbes Jahr im Verein, ehe er Silkeborg IF verließ.

#### FC Kopenhagen
Im Januar 2018 wechselte Skov zum FC Kopenhagen und unterschrieb einen Vertrag bis 2020. Auch beim Verein aus der dänischen Hauptstadt kam er regelmäßig zum Einsatz und stand dabei in 18 Partien (reguläre Saison, Meisterrunde und ligainterne Relegation um die Europa-League-Teilnahme) 13 Mal in der Startelf. Dänischer Meister wurde zum Saisonende der FC Midtjylland. In der Saison 2018/19 hatte sich Skov dann endgültig in die Stammelf gespielt und kam hauptsächlich als rechter Außenstürmer zum Einsatz. Mit 23 Toren in der regulären Saison sowie sechs in der Meisterrunde schoss er den FC Kopenhagen zum Meistertitel.

#### TSG 1899 Hoffenheim
Im Juli 2019 wechselte der Stürmer nach drei Punktspielen in der dänischen Superliga in die deutsche Bundesliga zur TSG 1899 Hoffenheim, wo er einen Vertrag mit einer Laufzeit bis zum 30. Juli 2024 erhielt. Erstmals für Hoffenheim spielte er am 10. August 2019, als er beim Pokalspiel gegen die Würzburger Kickers für Dennis Geiger eingewechselt wurde. Am 10. Spieltag erzielte er beim 3:0-Sieg gegen den SC Paderborn per direktem Freistoß seinen ersten Bundesligatreffer. Wie bereits in Kopenhagen wurde er auch in Hoffenheim sehr schnell zu einem Stammspieler. Allerdings wurde der bisher eher offensive Skov unter Cheftrainer Alfred Schreuder und seinen Nachfolgern meistens in einer neuen Rolle auf der linken oder rechten defensiven Außenbahn eingesetzt. In seinem ersten Jahr in Deutschland absolvierte der Däne 31 Ligaspiele und der Verein beendete die Spielzeit 2019/20 auf dem 6. Tabellenplatz, welcher zur Teilnahme an der UEFA Europa League berechtigte. In den folgenden Jahren spielte Skov zwar weiterhin regelmäßig für Hoffenheim, aber die 31 Ligaspiele erreichte er in keiner Spielzeit mehr. Anfang November 2021 verletzte er sich beim Ligaspiel gegen den VfL Bochum am Oberschenkel und fiel in Folge der Verletzung mehrere Monate aus. Nach seiner Verletzung spielte er in den Saisons 2022/23 und 2023/24 insgesamt 48-mal für Hoffenheim und stand dabei 30-mal in der Startelf. Ende Mai 2024 verkündeten Skov und Hoffenheim, dass der auslaufende Vertrag nicht verlängert wird und der Däne den Verein nach 5 Jahren wechseln wird. In dieser Zeit absolvierte er 126 Pflichtspiele für die TSG und erzielte dabei 12 Tore.

#### 1. FC Union Berlin
Im September 2024 wechselte er zum 1. FC Union Berlin.

### Nationalmannschaft
Skov spielte in fünf Partien für die dänische U18-Nationalmannschaft und in neun für die U19. Am 20. Januar 2016 gab er beim torlosen Unentschieden im Testspiel im türkischen Belek gegen die Ukraine sein Debüt für die dänische U21-Nationalmannschaft. Bei der U21-Europameisterschaft 2019 in Italien und San Marino kam er in allen drei Spielen seiner Mannschaft zum Einsatz, dabei gelang ihm in der Gruppenphase im Auftaktspiel gegen den späteren Finalisten Deutschland mit einem Strafstoß das Tor zum 1:3-Endstand. Die Dänen schieden als schlechtester Gruppenzweiter nach der Gruppenphase aus.
2016 gehörte er dem Kader der dänischen Auswahlmannschaft bei den Olympischen Sommerspielen in Rio de Janeiro an.
Im Juni 2019 lief der Angreifer erstmals für die A-Auswahl seiner Heimat auf. Im Mai 2021 nominierte Kasper Hjulmand, Trainer der dänischen Nationalmannschaft, ihn für den dänischen Kader der EM 2021, wo er jedoch ohne Einsatz blieb. 2022 nahm Skov mit Dänemark an der Weltmeisterschaft teil, bei der er beim letzten Gruppenspiel gegen Australien zu einem Einsatz nach Einwechslung kam.

## Persönliches
Geboren wurde Skov im spanischen Marbella, da sein Vater damals in einer Bank in Gibraltar angestellt war. Im Alter von neun Monaten zog er mit der Familie zurück nach Dänemark und wuchs in den folgenden Jahren in Silkeborg auf.

## Erfolge

### Vereinstitel
- Dänischer Zweitligameister: 2014 (Silkeborg IF)
- Aufstieg in die Superliga: 2014, 2016 (Silkeborg IF)
- Dänischer Meister: 2019 (FC Kopenhagen)

### Persönliche Auszeichnungen
- Fußballer des Jahres der Superliga: 2018/19[22]
- Torschützenkönig der Superliga: 2018/19 (29 Tore)